# 波羅奈區

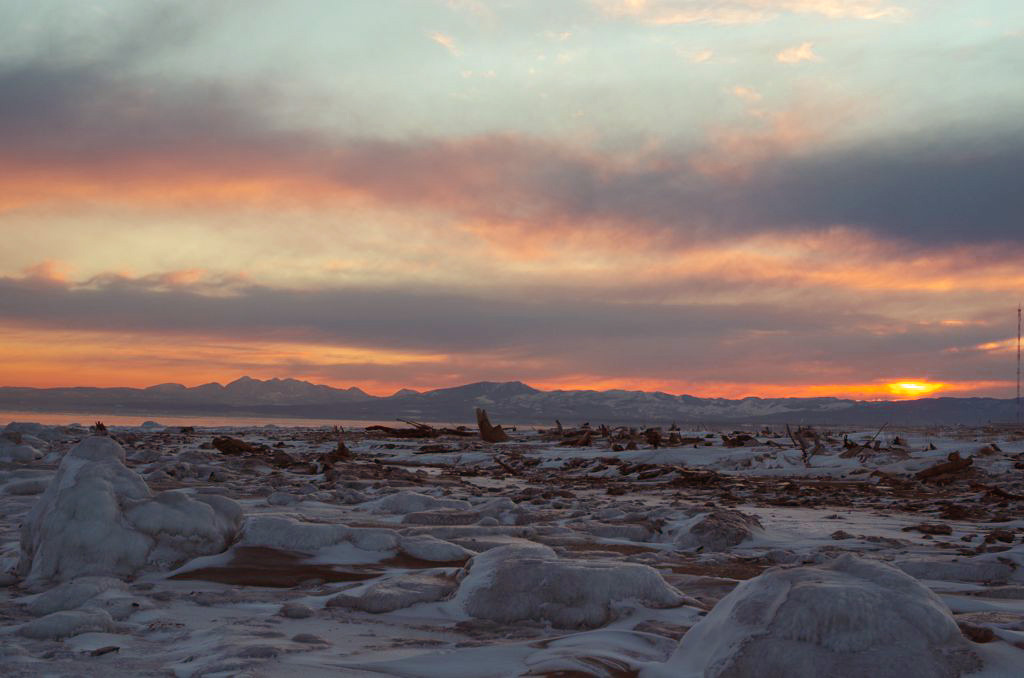

49°13′N 143°07′E / 49.217°N 143.117°E
波羅奈區（俄语：Поронайский район），是俄羅斯的一個區，位於該國東南部，由薩哈林州負責管轄，面積7,280.2平方公里，2010年人口7,811，人口密度每平方公里1.07人。
該地在二戰结束前属日本，為敷香支廳中部地區，由樺太廳負責管轄。